# 1940 en Suisse
Chronologie de la Suisse
- 1936
- 1937
- 1938
- 1939
- 1940
- 1941
- 1942
- 1943
- 1944

Chronologie de la Suisse
1939 en Suisse - 1940 en Suisse - 1941 en Suisse

## Gouvernement au1erjanvier 1940
- Conseil fédéral[1]:
  - Marcel Pilet-Golaz PRD, président de la Confédération
  - Ernst Wetter PRD, vice-président de la Confédération
  - Philipp Etter PDC
  - Giuseppe Motta PDC
  - Hermann Obrecht PRD
  - Rudolf Minger UDC
  - Johannes Baumann PRD

## Évènements

### Janvier
Mardi 23 janvier 
- Décès à Berne, à l’âge de 68 ans, du conseiller fédéral Giuseppe Motta.

### Février
Jeudi 22 février 
- Élection au Conseil fédéral d’Enrico Celio (PDC).

### Mars
Mardi 12 mars 
- Le Conseil fédéral décide la création de camps de travail pour les réfugiés civils.

 Lundi 25 mars 
- Une cordée dévisse à la Dent-de-Lys (FR). Trois personnes trouvent la mort. L’unique survivant, l’abbé Marcel Ménétrey, qui vouait un culte particulier à Marguerite Bays, affirme avoir été sauvé grâce à l’invocation de la dévote.

### Avril
Vendredi 5 avril 
- Décès à Genève, à l’âge de 68 ans, de l’ingénieur Robert Maillart.

### Mai
Mardi 7 mai 
- Le Conseil fédéral autorise le général Guisan à mettre sur pied des Gardes locales, formés d’hommes âgés de 50 à 70 ans.

 Samedi 11 mai 
- Seconde vague de mobilisation générale de l’armée. 450 000 hommes se retrouvent sous les drapeaux.

 Mardi 14 mai 
- La Banque des règlements internationaux (BRI) quitte Bâle pour Château-d'Œx (VD), craignant une invasion allemande.
- Mise en place des milices locales, par crainte d'une invasion allemande.

### Juin
Mardi 4 juin 
- Un avion suisse est abattu près de Boécourt (JU). Le pilote est tué (voir incidents aériens).

 Mercredi 4 juin 
- Des avions anglais bombardent Genève, Daillens (VD) et Renens (VD).

 Mercredi 19 juin 
- 28 000 soldats alliés, dont 16 000 Polonais, ont franchi la frontière suisse durant ces derniers jours.

 Mardi 25 juin 
- Le Conseil fédéral décrète une démobilisation partielle, particulièrement des classes plus âgées.
- Discours ambigu du conseiller fédéral Marcel Pilet-Golaz dans le but de rassurer la population. Ses propos déclenchent une vive polémique.

 Samedi 29 juin 
- Décès à Muralto (TI), à l’âge de 60 ans, du peintre Paul Klee.

 Dimanche 30 juin 
- Création, par un groupe d'hommes de tendances politiques et de courants de pensée divers, de la Ligue du Gothard, dans le but de résister à Hitler par tous les moyens.

### Juillet
Lundi 1er juillet 
- Les autorités appellent la population à économiser les denrées alimentaires et décrètent des mesures concernant l’énergie et le combustible.

 Vendredi 5 juillet 
- La Division presse et radio interdit les journaux socialistes romands Le Travail et Le Droit du peuple.

 Samedi 6 juillet 
- Démobilisation partielle de l’armée. Les effectifs descendent à 180 000 hommes.

 Mardi 9 juillet 
- L’état-major de l’armée met en œuvre l’aménagement du Réduit national.

 Lundi 15 juillet 
- Heinrich Himmler, Reichsführer-SS du Troisième Reich, se trouve à la frontière entre la France et la Suisse à Verrières-de-Joux, et observe la Suisse et le village Les Verrières, quelques semaines après l'Armistice du 22 juin 1940, dans le cadre du projet Burgund. Une photo immortalise le moment[2].

 Jeudi 18 juillet 
- Walther Stampfli (PRD, SO) est élu au Conseil fédéral.

 Jeudi 25 juillet 
- Rapport du Grütli. Le général Guisan s’adresse aux officiers supérieurs réunis au Grütli.

### Août
Vendredi 1er août 
- Lancement d’un nouveau Ciné-Journal suisse, subventionné par la Confédération.

 Mardi 6 août 
- Un arrêté fédéral interdit toute activité communiste.

 Vendredi 9 août 
- Décès à Bonn (Allemagne), à l’âge de 83 ans, du linguiste et celtologue Rudolf Thurneysen.

 Mercredi 21 août 
- Décès à l’âge de 58 ans de l’ancien conseiller fédéral Hermann Obrecht.

### Septembre
Mardi 10 septembre 
- Le président de la Confédération Marcel Pilet-Golaz rencontre les dirigeants du Mouvement national, partisan de l'intégration de la Suisse au Reich allemand. Cette démarche fait l’objet de vives critiques.

 Mercredi 11 septembre 
- L’ex-roi Charles II de Roumanie quitte la Suisse et se rend au Portugal.

 Dimanche 29 septembre 
- Décès à Genève, à l’âge de 67 ans, du médecin et psychologue Édouard Claparède.

### Octobre
Vendredi 18 octobre 
- Exécution à Sarnen (OW), de Hans Vollenweider, dernier condamné à mort en Suisse.

 Samedi 19 octobre 
- A Lausanne, Jean Villard (dit Gilles) et Édith Burger inaugurent le cabaret « Coup de Soleil ».

### Novembre
Jeudi 7 novembre 
- Le général Guisan ordonne, dans toute la Suisse, l’obscurcissement quotidien, de vingt-deux heures à six heures du matin.

 Vendredi 15 novembre 
- Présentation publique du Plan Wahlen d’extension des cultures, conçu par le futur conseiller fédéral Friedrich Traugott Wahlen, alors chef de section à l'Office fédéral pour l'alimentation de guerre.

 Mardi 19 novembre 
- Le Conseil fédéral interdit le Mouvement national suisse, parti d’obédience fasciste.

### Décembre
Dimanche 1er décembre 
- Votations fédérales. Le peuple rejette, par 434 817 non (55,7 %) contre 345 430 oui (44,3 %), la modification de la loi sur l'organisation militaire introduisant l’obligation de l'instruction militaire préparatoire.

 Lundi 9 décembre 
- Le Conseil fédéral institue l’impôt de défense nationale (IDF).

 Mardi 10 décembre 
- Election au Conseil fédéral de Karl Kobelt (PRD) et d’Eduard von Steiger (UDC).

 Vendredi 13 décembre 
- Décès à Genève, à l’âge de 83 ans, de l’architecte Marc Camoletti.